# Смешанная оперативная группа 151
Смешанная оперативная группа 151, Combined Task Force 151, CTF-151 — международная военно-морская оперативная группа, созданная для противодействия атакам пиратов на судоходные линии вблизи сомалийского побережья.
CTF 151 действует в Аденском заливе и вдоль восточного побережья Сомали на территории примерно 1,1 миллиона квадратных миль.
Эта группа была создана в январе 2009 года для активного противодействия и подавления пиратства по всей зоне ответственности Смешанных Морских Сил, с целью обеспечения безопасности морских перевозок и свободы навигации в интересах всех наций.
Ранее возглавлялась ВМС США и ВМС Турции. Сейчас командный состав группы сформирован из представителей стран коалиции и осуществляет руководство операциями с борта южнокорейского эсминца «Кан Гамчан».
В настоящий момент командующим CTF 151 является контр-адмирал ВМС Республики Корея Беом-рим Ли.